# Chinato O-idrossicinnamoiltransferasi
La chinato O-idrossicinnamoiltransferasi è un enzima appartenente alla classe delle transferasi, che catalizza la seguente reazione:
feruloil-CoA + chinato ⇄ CoA + O-feruloilchinato
Il caffeoil-CoA ed il 4-cumaroil-CoA possono anche agire come donatori, ma più lentamente. Coinvolto nella biosintesi dell'acido clorogenico nella patata dolce, ed assieme alla clorogenato-glucarato O-idrossicinnamoiltransferasi (numero EC 2.3.1.98), nella formazione del caffeoil-CoA nel pomodoro.